# Avraamij (Děrnov)
Avraamij (světským jménem: Anatolij Ivanovič Děrnov; * 29. července 1874, Věrch-Porzi – 1. května 1942, Kodino) byl ruský duchovní Ruské pravoslavné církve a arcibiskup glazovský.

## Život
Narodil se 29. července 1874 ve vesnici Věrch-Porzi jako čtvrté dítě ze šesti kněze Ioanna Děrnova. Téměř celé dětství prožil v Glazově.
Učil se na farní škole a poté na Glazovském duchovním učilišti. V srpnu 1890 vstoupil do Vjatského duchovního semináře, po kterém získal doporučení ke studiu na Moskevské duchovní akademii. Nakonec nastoupil na misijní fakultu Kazaňské duchovní akademie, jelikož jeho přáním bylo být misionářem v Asii.
Dne 31. března 1900 byl biskupem čištopolským Antonijem (Chrapovickým) postřižen na monacha a přijal mnišské jméno Avraamij na počest svatého Abraháma Bulharského. Stejného roku byl rukopoložen na hierodiakona a jeromonacha.
Roku 1901 dokončil akademii s právem získat titul kandidáta bohosloví bez dalších ústních zkoušek.
Poté, co odmítl funkci učitele ruského jazyka na Ufském duchovním učilišti, odešel do chrámu svatého proroka Eliáše v Šulbinském táboře Kyrgyzské duchovní misie. Následující rok byl přesunut do Centrálního tábora v Semipalatinsku a zároveň získal právo nosit náprsní kříž.
Roku 1910 se na doporučení svého spolužáka a vedoucího misie archimandrity Vladimira (Tichonického) stal představeným Supraślského monastýru grodněnské eparchie.
V létě 1915 byli bratři monastýru kvůli postupu německých vojsk evakuováni do Vysoko-Petrovského monastýru v Moskvě a archimandrita Avraamij byl zbaven své funkce. Od roku 1917 žil u svého bratra v Glazově. Metropolita kujbyševský a syzraňský uvedl že byl archimandritou v Trojickosergijevské lávře, což neodpovídá skutečnosti, jelikož si ho spletl s archimandritou Avraamijem (Čurilinem).
Dne 16. října 1920 se stal představeným monastýru Trifonov ve Vjatce. Po rudém teroru zde zůstali jen dva jeromonaši.
Dne 19. srpna 1923 se bratři monastýru obrátili na patriarchu moskevského Tichona, aby z důvodu zatčení arcibiskupa vjatského Pavla (Borisovského) a biskupa uržumského Viktora (Ostrovidova) nechal vysvětit archimandritu Avraamije na biskupa uržumského.
Dne 6. září 1923 patriarcha rozhodl o jeho biskupském svěcení na biskupa uržumského a svěřil mu správu nad všemi chrámy vjatské eparchie. Biskupská chirotonie proběhla 16. září v Moskvě.
Dne 27. prosince 1923 byl poprvé zatčen. V květnu 1924 byl na vlastní žádost propuštěn.
Podruhé být zatčen 6. března 1925 během bohoslužby. Podle některých zdrojů bylo důvodem jeho zatčení pomoc exilovým biskupům Pavlovi a Viktorovi a dalším osobám. Odsouzen byl na tři roky ve vyhnanství. Sloužil v exilu ve vesnici Gybad Autonomní oblasti Komi.
Po návratu z exilu se roku 1928 usadil v Glazově.
Jelikož nemohl řídit uržumský vikariát, rozhodl se podat žádost o odchod na odpočinek, což se stalo v prosinci 1928. V této době se však situace změnila; tři vikariáty dříve podřízené biskupovi Viktorovi, který odmítal metropolitu a patriarchálního locum tenens Sergije (Stragorodského) se rozhodli přejít pod metropolitu Sergia. Biskup Nikifor (Jefimov), který dočasně řídil vjatskou eparchii se obrátil na metropolitu Sergia aby Avraamij mohl řídit farnost v Glazovském ujezdu. Dne 22. února byla žádost přijata.
Dne 22. května 1935 byl zvolen biskupem glazovským.
Počátkem roku 1937 úřady uzavřeli katedrální chrám Proměnění Páně v Glazově. Biskup Avraamij odešel do Moskvy, aby zde podal k metropolitu Sergijovi petici proti uzavření chrámu. Zde byl 9. ledna 1937 povýšen na arcibiskupa.
Dne 10. května 1937 byl zatčen. Trest vykonával nejprve ve věznici Glazov a poté ve věznici NKVD Udmurtské autonomní oblasti. Odmítl nařčení z protisovětské agitace a uvedl pouze, že uzavření chrámu bylo pronásledováním věřících a porušením ústavy. Dne 4. listopadu byl odsouzen k 10 letům vězení. Dne 30. srpna 1938 obdržel příkaz k vyhnanství na severovýchod. Po dvou letech a třech měsících strávených ve věznicích Iževsk a Glazov byl arcibiskup krátce uvězněn v Leningradské a Solovecké věznici. Dne 2. listopadu 1939 byl převezen do Sorockého pracovního tábora. Nejprve pracoval na staveništi Soroklag u vesnice Sumskij Posad. V září 1940 se dostal do samotného Sorockého tábora v Belomorsku. Podle lékařů tábora trpěl myokarditidou a arteriosklerózou. Brzy ohluchl a následně byl propuštěn z prací.
Dne 16. března 1942 byl umístěn do nemocnice kolonie č. 38 Kodinského OLP. Zde 1. května zemřel.
V 70. letech 20. století bylo jeho jméno zařazeno do seznamu věčně připomínajících Trojicko-sergijevské lávry.
Dne 10. června 1992 byl Prokuraturou Kirovské oblasti rehabilitován za rok 1925.
Dne 27. dubna 1992 byl Prokuraturou Udmurstka rehabilitován za rok 1930 a 1937.